# 桜島二俣町
桜島二俣町（さくらじまふたまたちょう）は、鹿児島県鹿児島市の町。旧大隅国大隅郡桜島郷二俣村、鹿児島郡西桜島村大字二俣、鹿児島郡桜島町大字二俣。郵便番号は891-1412。人口は135人、世帯数は71世帯（2020年4月1日現在）。

## 地理
桜島の北部に位置している。町域の東方には桜島白浜町、西方には桜島松浦町がそれぞれ隣接しており、北方には鹿児島湾に面している。
海岸沿いを鹿児島県道26号桜島港黒神線が東西に通っている。主に温州みかんや野菜を中心とした園芸農業地域である。また桜島大根の栽培もおこなわれている。

### 自然公園・自然保護地区
桜島二俣町の一部が国立公園である霧島錦江湾国立公園の区域に指定されており、特別区域特別保護地区（桜島山頂）・第1種特別地域（桜島北斜面）・第2種特別地域（桜島北及び東斜面）・第3種特別地域（桜島北及び東麓）から構成される。

## 歴史

### 二俣の中世
二俣という地名は戦国時代より見え、大隅国向島のうちであった。天文8年（1539年）に島津貴久によって樺山善久に対して二俣などが宛がわれた。のちに樺山氏の領地のうち二俣が藤野（現在の桜島藤野町）と交換された。その後天正11年（1583年）までは本田正親の領地となっていたとされる。天正11年（1583年）から天正13年（1585年）にかけて上井覚兼領であった白浜（現在の桜島白浜町）と二俣の間で境界を巡る論争が起こった。向島郷の地頭の裁定により境界が確定されたが、二俣の住民はこれを受け入れずに境界線の変更を申し立てたが紛糾したとされる。

### 近世の二俣
江戸時代には大隅国大隅郡桜島郷（外城）のうちであった。村高は「旧高旧領取調帳」では40石余、「三州御治世要覧」では34石余であった。
寛文4年（1664年）の「郡村高辻帳」には二俣村の名称が見えず、文政7年（1824年）に伊能忠敬による桜島の測量が行われた。この際の記録では二俣は松浦のうちと記されており、薩摩藩の地誌である「三国名勝図会」にも二俣村は松浦村（現在の桜島松浦町）の支村であったと記されている。安永8年（1779年）10月1日に発生した桜島の安永大噴火では火石が村内に落下するなどの被害を受けた。二俣の人々は鹿児島に避難したとされる。
1887年（明治20年）4月2日には「 鹿兒島縣下分郡ノ件」（明治20年勅令第7号）により大隅郡が南北に分割され、二俣村は北大隅郡の所属となった。

### 町村制施行以後
1889年（明治22年）4月1日に町村制が施行されたのに伴い、桜島の西部にあたる赤水村・横山村・小池村・赤生原村・武村・藤野村・西道村・松浦村・二俣村・白浜村の区域より北大隅郡西桜島村が成立した。それまでの二俣村は西桜島村の大字「二俣」となった。1897年（明治30年）4月1日には「 鹿兒島縣下國界竝郡界變更及郡廢置法律」（明治29年法律第55号）によって北大隅郡が鹿児島郡に統合され、西桜島村は鹿児島郡のうちとなった。1907年（明治40年）には二俣巡査駐在所が設置され、1940年（昭和15年）頃に廃止されるまで巡査が配置されていた。
1973年（昭和48年）5月1日に西桜島村が改称及び町制施行し桜島町となり、桜島町の大字となった。同年には桜島の南岳の噴火が激化して二俣に大量の火山灰が降り注いだことにより自動車が走行できない状態となり、消防団では手に負えない状態となったことから自衛隊が出動して火山灰の除去が行われた。
2004年（平成16年）11月1日に桜島町が日置郡松元町、郡山町、鹿児島郡吉田町、揖宿郡喜入町と共に鹿児島市に編入された。合併に際して設置された法定合併協議会である鹿児島地区合併協議会における協議によって、桜島町の区域の大字については「字の区域を廃止し、当該廃止された字の区域に相当する区域により新たに町の区域を設定し、その名称については表示案に基づき、各町の意向を尊重し合併までに調整するものとする」と協定された。
前述の協定に基づいて、合併前の10月26日に鹿児島県の告示である「 町の区域の設定及び字の廃止」が鹿児島県公報に掲載された。この告示の規定に基づき、それまでの大字二俣は廃止され、大字二俣の全域を以て新たに鹿児島市の町「桜島二俣町」が設置された。

## 人口
以下の表は国勢調査による小地域集計が開始された1995年以降の人口の推移である。
| 年                 | 人口 |
| ------------------ | ---- |
| 1995年（平成7年）  | 219  |
| 2000年（平成12年） | 209  |
| 2005年（平成17年） | 209  |
| 2010年（平成22年） | 184  |
| 2015年（平成27年） | 150  |

## 施設

### 郵便局
- 二俣郵便局
1939年（昭和14年）に二俣郵便取扱所として開設され、1940年（昭和15年）に郵便局に昇格し二俣郵便局となった[30]。

### 寺社
- 大元神社[31]
二俣の鎮守[32]。大元ノ神、櫛磐間戸神、豊磐間戸神を祀る神社で、旧社格は村社であった[33]。境内にあるクスノキは鹿児島神宮にゆかりがあるとされ[34][13]、2006年（平成18年）6月9日に鹿児島市の保存樹林に指定された[35]。

## 小・中学校の学区
市立小・中学校の学区（校区）は以下の通りである。
| 町丁       | 番・番地 | 小学校               | 中学校               |
| ---------- | -------- | -------------------- | -------------------- |
| 桜島二俣町 | 全域     | 鹿児島市立桜峰小学校 | 鹿児島市立桜島中学校 |

## 交通

### 道路
主要地方道
- 鹿児島県道26号桜島港黒神線

### 路線バス
- 鹿児島市交通局
  - （60番 桜島線[37]） - 初崎 - 二俣 -

### 港湾
- 桜島港[38]
  - 二俣地区（避難港（14番）[39]）[40]